# Daniele Bonera
Daniele Bonera (Brescia, 31 mei 1981) is een voormalig Italiaans profvoetballer die bij voorkeur als centrale verdediger speelde.  Hij kwam tussen 1998 en 2019 achtereenvolgens uit voor Brescia, Parma, AC Milan en Villarreal CF. Bonera speelde van 2001 tot en met 2006 zestien interlands in het Italiaans voetbalelftal. Na het beëindigen van zijn profcarrière keerde Bonera terug bij AC Milan om te fungeren als assistent-trainer.

## Clubstatistieken
| Seizoen | Club           | Competitie       | Duels | Goals |
| ------- | -------------- | ---------------- | ----- | ----- |
| 1999/00 | Brescia Calcio | Serie B          | 5     | 0     |
| 2000/01 | Brescia Calcio | Serie A          | 26    | 0     |
| 2001/02 | Brescia Calcio | Serie A          | 29    | 0     |
| 2002/03 | Parma          | Serie A          | 32    | 1     |
| 2003/04 | Parma          | Serie A          | 24    | 0     |
| 2004/05 | Parma          | Serie A          | 36    | 0     |
| 2005/06 | Parma          | Serie A          | 23    | 0     |
| 2006/07 | AC Milan       | Serie A          | 25    | 0     |
| 2007/08 | AC Milan       | Serie A          | 21    | 0     |
| 2008/09 | AC Milan       | Serie A          | 18    | 0     |
| 2009/10 | AC Milan       | Serie A          | 7     | 0     |
| 2010/11 | AC Milan       | Serie A          | 16    | 0     |
| 2011/12 | AC Milan       | Serie A          | 20    | 0     |
| 2012/13 | AC Milan       | Serie A          | 13    | 0     |
| 2013/14 | AC Milan       | Serie A          | 16    | 0     |
| 2014/15 | AC Milan       | Serie A          | 16    | 0     |
| 2015/16 | Villarreal CF  | Primera División | 14    | 0     |
| 2016/17 | Villarreal CF  | Primera División | 6     | 0     |
| 2017/18 | Villarreal CF  | Primera División | 15    | 0     |
| 2018/19 | Villarreal CF  | Primera División | 5     | 0     |
| Totaal  | Totaal         | Totaal           | 367   | 1     |

## Interlandcarrière
Bonera nam met het Italiaans olympisch voetbalelftal deel aan de Olympische Spelen van 2004 in Athene. Daar won de ploeg onder leiding van bondscoach Claudio Gentile de bronzen medaille door Irak in de troostfinale met 1-0 te verslaan. Bonera mocht als reserve mee naar het wereldkampioenschap voetbal 2006 in Duitsland omdat enkele spelers in het team van Italië lichtgeblesseerd waren. Toen deze spelers weer fit geraakten, viel Bonera alsnog af.

## Erelijst
| Competitie               |          |          |          |          |
| Competitie               | Aantal   | Jaren    |          |          |
| AC Milan                 | AC Milan | AC Milan | AC Milan | AC Milan |
| ------------------------ | -------- | -------- | -------- | -------- |
| UEFA Champions League    | 1x       | 2006/07  |          |          |
| UEFA Super Cup           | 1x       | 2007     |          |          |
| Wereldkampioen clubteams | 1x       | 2007     |          |          |
| Kampioen Serie A         | 1x       | 2010/11  |          |          |
| Supercoppa               | 1x       | 2011     |          |          |
| Italië -21               |          |          |          |          |
| Europees kampioen -21    | 1x       | 2004     |          |          |

| Logo van de Olympische Spelen | Goud | Zilver | Brons | Logo van de Olympische Spelen |
|                               | 0    | 0      | 1     |                               |

1 Amelia ·
2 Chiellini ·
3 Moretti ·
4 Ferrari ·
5 Bonera ·
6 De Rossi ·
7 Pinzi ·
8 Palombo ·
9 Gilardino ·
10 Pirlo ·
11 Sculli ·
12 Gasbarroni ·
13 Barzagli ·
14 Bovo ·
15 Donadel ·
16 Del Nero ·
17 Mesto ·
18 Pelizolli ·
Coach: Gentile